# Merionoedina
Merionoedina is een kevergeslacht uit de familie van de boktorren (Cerambycidae). De wetenschappelijke naam van het geslacht werd voor het eerst geldig gepubliceerd in 1968 door Villiers.

## Soorten
Merionoedina omvat de volgende soorten:
- Merionoedina angolensis Villiers, 1968
- Merionoedina apicalis Villiers, 1968